# Regiunea Khomas
Khomas este o regiune a Namibiei a cărei capitală este Windhoek. Are o populație de 250.305 locuitori și o suprafață de 36.804 km2.

## Subdiviziuni
Această regiune este divizată în 9 districte electorale:
- Hakanana
- Wanaheda
- Katutura Central
- Katutura East
- Khomasdal North
- Windhoek West
- Windhoek East
- Windhoek Rural
- Soweto